# Jealousy, Jealousy
«Jealousy, Jealousy» — песня, записанная американской певицей и автором песен Оливией Родриго. Это девятый трек в её дебютном студийном альбоме «Sour», который был выпущен 21 мая 2021 года на лейбле Geffen Records. Песня была написана Родриго и Дэном Нигро, а продюсером является Нигро.

## Предыстория
13 апреля 2021 года Оливия Родриго опубликовала полный трек-лист альбома Sour в социальных сетях, указав «Jealousy, Jealousy» в качестве девятого трека с датой выпуска альбома, назначенной на 21 мая 2021 года. В интервью журналу Nylon 19 мая 2021 года Родриго сказала, что «Jealousy, Jealousy» была одной из первых песен, которые она написала для альбома, и что во время её написания она «была очень одержима социальными сетями», говоря, что она «не чувствовал, что моя жизнь была глубже, чем мой канал в Instagram». Родриго также выделила звуковой компонент «Jealousy, Jealousy» как главную причину, по которой он был включен в Sour, указав на элемент фортепьяно в бридже песни как извилистый, атональный и хаотичный.
Трек был описан как «извилистый» и альт-роковый шквал в стиле рок-группы The Kills со «смелой басовой партией и роялем». Пол Лариш написал, что певица понимает непрекращающийся, токсичный круговорот социальных сетей: «Незнакомцы становятся игровыми элементами в несуществующем ментальном соревновании за то, кто сможет улучшить жизнь в сети, и Родриго не может перестать играть. Она знает, что это ненастоящее, но это не значит, что она готова проиграть».

## Отзывы
Оливия Хорн из издания Pitchfork процитировала «Jealousy, Jealousy» как один из треков, оживляющих Sour, сравнивая то, что она описала как «шквал альтернативного рока», с музыкой группы the Kills. В статье для Insider Калли Алгрим сказала, что бридж в «Jealousy, Jealousy» был одним из трёх лучших в альбоме, наряду с синглами «Drivers License» и «Deja Vu», сказав, что он «бурлит и трепещит, как океан, закатывает истерику». Кортни Ларокка, также из Insider, заявила, что на «Jealousy, Jealousy» повлияли Фиона Эппл и Лорд, написав, что «альтернативное пианино в бридже можно было бы взять прямо из 90-х», а припев звучит так же как дома на мини-альбоме Лорд «The Love Club». Крис Девиль из Stereogum назвал песню «выражением постоянного сравнения и всеобщей ненависти к себе, свойственной взрослению в эпоху социальных сетей», полагая, что «Jealousy, Jealousy» начинается как стилизация Билли Эйлиш, но становится чем-то похожим на «жесткий поп-рок 90-х».

## Коммерческая деятельность
«Jealousy, Jealousy» дебютировал на 24 строчке в чарте Billboard Hot 100, на 19-м в глобальном Global 200 и вошёл в top-40 в Австралии и Канаде.

## Участники записи
По данным в буклете альбома Sour.
- Оливия Родриго — вокал, бэк-вокал, автор
- Дэн Нигро — автор, бэк-вокал, продюсирование, запись, бас, фортепиано, программирование ударных, гитара, синтезатор
- Jam City[англ.] — дополнительное продюсирование, программирование ударных, синтезатор
- Кейси Смит — автор
- Дэн Виафор — звукоинженер
- Крис Кайш — программирование ударных
- Жасмин Чен — программирование ударных

## Чарты
| Чарт (2021)                        | Высшая позиция |
| ---------------------------------- | -------------- |
| Австралия (ARIA)                   | 22             |
| Канада (Canadian Hot 100)          | 21             |
| Мир (Global 200, Billboard)        | 19             |
| Новая Зеландия (Recorded Music NZ) | 33             |
| Португалия (AFP)                   | 32             |
| Великобритания (OCC UK Singles)    | 36             |
| США (Billboard Hot 100)            | 24             |